# Georg Gimpl
Georg Gimpl (* 22. Februar 1887 in Peggau, Steiermark; † 20. Juli 1947 in Wien) war ein österreichischer katholischer Geistlicher und Politiker der Christlichsozialen Partei (CSP).

## Leben
Nach dem Besuch der Volksschule und des Gymnasiums studierte er Katholische Theologie und wurde zum Priester geweiht. 1910 wurde er an der Universität Graz zum Dr. theol. promoviert. Er wurde Pfarrer von Wettmannstätten in der Steiermark.
Vom 4. März 1919 bis 9. November 1920 war er Mitglied der Konstituierenden Nationalversammlung und vom 10. November 1920 bis 18. Mai 1927 Mitglied des Nationalrates (I. und II. Gesetzgebungsperiode).

## Schriften (Auswahl)
- Die Auferstehung Jesu Christi nach den biblischen Berichten. Dissertation, Universität Graz 1910 (handschriftlich).
- Das Dorf im Kriege. Graz 1916.
- Das Eiserne Korps im Felde und Daheim. Graz 1916.
- Ein Priesterleben. Wettmannstätten 1916.
- Schwert und Pflug. Wettmannstätten 1917.
- Christlichsoziale Arbeit. Bericht über die Tätigkeit der christlichsozialen Abgeordneten in der Nationalversammlung. Wien 1920.